# طغرل القاجاري
طغرل القاجاري (ت. 1193 هـ) هو شاعر إيراني، وابن عم السلطان فتح علي شاه القاجاري.
هو ظهير الدولة محمد إبراهيم، وقيل إبراهيم خان بن مهدي قلي خان ابن محمد حسن خان القاجاري، المشتهر بطغرل.
توفي سنة 1193 هـ باسترآباد، وقيل توفي سنة 1198 هـ.